# Olenecamptus bilobus lacteoguttatus
Olenecamptus bilobus lacteoguttatus es una subespecie de escarabajo longicornio del género Olenecamptus, categorizada en la tribu Dorcaschematini, de la subfamilia Lamiinae. Fue descrita por Fairmaire en 1881.

## Descripción
Mide 16 mm de longitud.

## Distribución
Se distribuye por Madagascar, Birmania y Seychelles.